# Lars E. O. Svensson

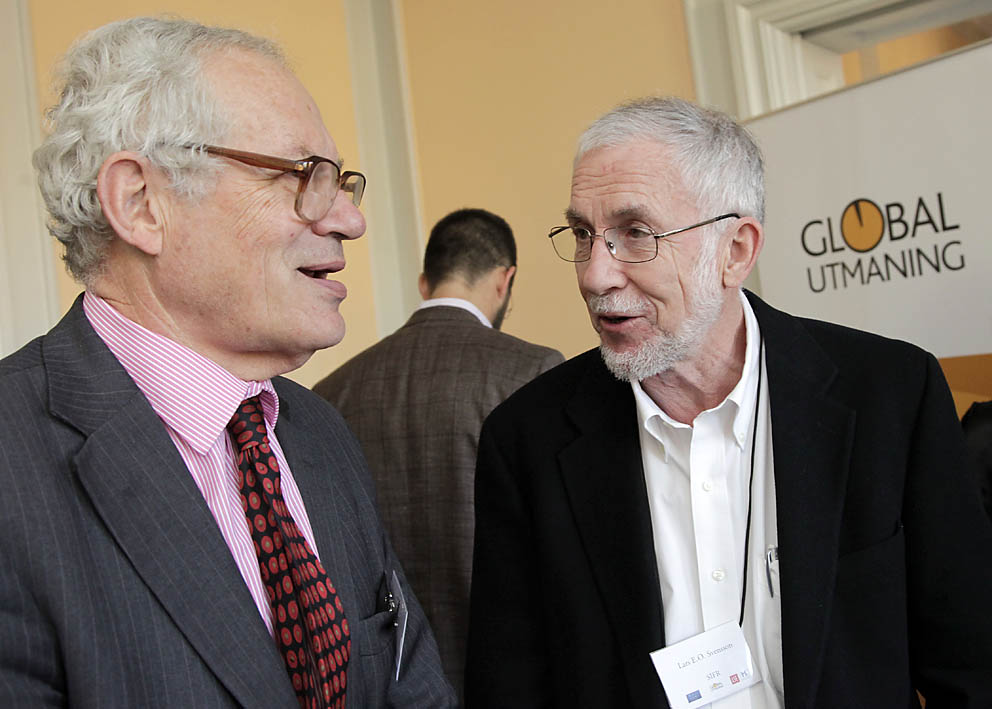
Ökonom Charles Goodhart und Lars E. O. Svensson (rechts) im Gespräch (2013)

Lars Erik Oskar Svensson (* 1947 in Örnsköldsvik, Schweden) ist ein schwedischer Wirtschaftswissenschaftler und Professor für Volkswirtschaftslehre an der Universität Stockholm. Seine Forschungsgebiete sind Makroökonomie, internationaler Handel und monetäre Volkswirtschaftslehre. Zudem war er stellvertretender Vorsitzender der schwedischen Zentralbank.

## Leben
Svensson machte seinen Ph. D. 1976 an der Universität Stockholm und lehrt dort bis heute internationale Volkswirtschaftslehre. Nach 21 Gastforschungs- und Lehraufträgen an Universitäten und Zentralbanken in den USA, Israel, Australien und Neuseeland in den 1980er und 1990er Jahren war er von 2001 bis 2007 auch Professor für Volkswirtschaftslehre an der Princeton University. Er war ab 2007 stellvertretender Vorsitzender der schwedischen Zentralbank. Svensson gehört gemäß IDEAS-Ranking zu den meistzitierten Ökonomen weltweit. 1989 wurde er zum Mitglied der Königlich Schwedischen Akademie der Wissenschaften und 1992 der Academia Europaea gewählt. Seit 1998 ist er auswärtiges Mitglied der Finnischen Akademie der Wissenschaften, seit 2000 Mitglied der American Academy of Arts and Sciences.

## Schriften (Auswahl)
- Monetary policy with model uncertainty: distribution forecast targeting. Dt. Bundesbank, Press and Publ. Relations Div., Frankfurt am Main, 2005
- Monetary policy with judgment. Europäische Zentralbank, Frankfurt am Main, 2005
- Inflation targeting as a monetary policy rule. Institut für Kapitalmarktforschung, Frankfurt am Main, 1998

## Belege
1. 1 2  Mark Blaug, Howard R. Vane: Who's Who in Economics
Edward Elgar Publishing, S. 815, ISBN 978-1-84376-857-9
2. ↑  Zentralbankauftritt, Abruf am 1. November 2008 (Memento vom 27. August 2010 im Internet Archive)
3. ↑  IDEAS-Ranking, Abruf am 1. November 2008
4. ↑  Mitgliederverzeichnis: Lars Svensson. Academia Europaea, abgerufen am 17. Oktober 2017 (englisch, mit biographishen und anderen Informationen).
5. ↑  Foreign Members. Finnish Academy of Science and Letters, abgerufen am 8. Oktober 2024 (englisch).
6. ↑  Book of Members. Abgerufen am 23. Juli 2016 (englisch).

| Personendaten    | Personendaten                                  |
| ---------------- | ---------------------------------------------- |
| NAME             | Svensson, Lars E. O.                           |
| ALTERNATIVNAMEN  | Svensson, Lars Erik Oskar (vollständiger Name) |
| KURZBESCHREIBUNG | schwedischer Ökonom                            |
| GEBURTSDATUM     | 1947                                           |
| GEBURTSORT       | Örnsköldsvik, Schweden                         |